# Erjon Kastrati
Erjon Kastrati (Pristina, 30 dicembre 1994) è un cestista kosovaro con cittadinanza slovena.

## Nazionale
Fino al 2015 ha giocato per le nazionali giovanili slovene, mentre con la nascita della selezione del Kosovo, ha scelto di vestire la casacca di quest'ultima.

## Palmarès

### Club
- Campionato sloveno: 2

Krka Novo mesto: 2013-14
Union Olimpija: 2017-18
- Campionato kosovaro: 2

KB Ylli: 2020-21, 2021-22
- Coppa di Slovenia: 3

Krka Novo mesto: 2014, 2015, 2016
- Supercoppa slovena: 1

Krka Novo mesto: 2016
- Liga Unike: 2

KB Ylli: 2021
Trepça: 2024
- Liga Unike Supercup: 1

Trepça: 2022
- Coppa del Kosovo: 2

Trepca: 2023, 2024
- Supercoppa del Kosovo: 2

Trepça: 2023, 2024

### Individuale
- MVP Liga Unike: 1

KB Ylli: 2021